# Stazione meteorologica dell'Aquila
La stazione meteorologica dell'Aquila è la stazione meteorologica di riferimento relativa alla città dell'Aquila, situata in un contesto urbano nel centro storico cittadino.

## Coordinate geografiche
La stazione meteorologica si trova nell'area climatica dell'Italia centrale, in cui è compreso l'intero territorio regionale dell'Abruzzo, nel comune dell'Aquila, a 735 metri s.l.m. e alle coordinate geografiche 42°21′N 13°24′E.

## Dati climatologici
In base alla media trentennale di riferimento 1961-1990 ottenuta dalla stazione urbana della città dell'Aquila, la temperatura media del mese più freddo, gennaio, si attesta a +2,1 °C; quella dei mesi più caldi, luglio e agosto, è di +21,3 °C.
Le precipitazioni medie annue si aggirano sui 700 mm, distribuite mediamente in 88 giorni; presentano un minimo relativo in  estate ed un moderato picco autunnale .
| L'Aquila            | Mesi | Mesi | Mesi | Mesi | Mesi | Mesi | Mesi | Mesi | Mesi | Mesi | Mesi | Mesi | Stagioni | Stagioni | Stagioni | Stagioni | Anno |
| L'Aquila            | Gen  | Feb  | Mar  | Apr  | Mag  | Giu  | Lug  | Ago  | Set  | Ott  | Nov  | Dic  | Inv      | Pri      | Est      | Aut      | Anno |
| ------------------- | ---- | ---- | ---- | ---- | ---- | ---- | ---- | ---- | ---- | ---- | ---- | ---- | -------- | -------- | -------- | -------- | ---- |
| T. max. media (°C)  | 5,5  | 7,6  | 11,4 | 15,4 | 19,9 | 24,5 | 27,9 | 27,8 | 23,5 | 17,4 | 11,2 | 6,6  | 6,6      | 15,6     | 26,7     | 17,4     | 16,6 |
| T. min. media (°C)  | −1,2 | −0,4 | 2,2  | 5,4  | 8,9  | 12,5 | 14,8 | 14,7 | 12,0 | 7,9  | 3,9  | 0,4  | −0,4     | 5,5      | 14,0     | 7,9      | 6,8  |
| Precipitazioni (mm) | 57   | 56   | 55   | 62   | 59   | 51   | 33   | 35   | 54   | 75   | 86   | 73   | 186      | 176      | 119      | 215      | 696  |
| Giorni di pioggia   | 7    | 7    | 8    | 9    | 9    | 7    | 5    | 4    | 6    | 8    | 9    | 9    | 23       | 26       | 16       | 23       | 88   |